# Музей истории органов безопасности Армении
Музей истории органов безопасности Армении (арм. Հայաստանի անվտանգության մարմինների պատմության թանգարան) — музей в Ереване, посвящённый истории органов государственной безопасности Армении.
По словам бывшего директора Службы национальной безопасности Армении Горика Акопяна, одной из главных задач музея является «объективное и беспристрастное преподнесение фактической стороны процессов создания и деятельности органов безопасности Армении».

## Цель
Целью создания Музея является концентрация и систематизация документальных материалов, свидетельствующих о достижениях и ключевых событиях в истории органов национальной безопасности Армении, а также создание основы для их дальнейшего более глубокого изучения на научном уровне.

## История
Музей был открыт 15 сентября 2006 года по решению СНБ Армении в преддверии 15-летия независимости Республики Армения. В музее проводятся торжественные церемонии присяги и вступления в ряды органов национальной безопасности Армении.

## Местонахождение
Музей расположен на втором этаже административного здания Службы национальной безопасности Республики Армения со стороны перекрестка улиц Налбандяна и Московян (на месте бывшей библиотеки СНБ и прилегающих помещений – общей площадью около 80 м²).